# Alphaville (groupe espagnol)
Pour les articles homonymes, voir Alphaville.
Alphaville est un groupe de synthpop espagnol, originaire de Madrid. Il est formé en 1980 et 1986. Contrairement à d'autres groupes musicaux bien connus de ce courant, Alphaville opte pour des sons plus élégants, froids et compacts, avec un poids plus marqué dans les paroles. Il est considéré par la presse spécialisée comme un groupe culte pour la qualité de ses paroles et son style musical original et évocateur,.

## Biographie

### Débuts
Le groupe est formé par José Luis Fernández Abel (voix, guitare électrique), Fernando Muro (basse), José Luis Orfanel (guitare électrique), Juan Antonio Nieto (Pangea) (batterie) et José Carlos Sánchez (claviers), camarades de classe à l'école Obispo Perelló de Madrid, inspirés de groupes de rock progressif tels que King Crimson et Emerson, Lake and Palmer. Ensemble, ils forment un groupe appelé Alquimia, qui essaye de percer à cette période.
Après quelques changements dans la formation originale du groupe, ils se rebaptisent Alphaville. La formation, stable à cette période, se compose de José Luis Fernández Abel, leader du groupe (voix et guitare), José Luis Orfanel (guitare solo), Daniel Mendialdúa (basse), Juan Antonio Nieto (batterie, percussions) et José Carlos Charles Sánchez (claviers, trompette, harmonica et violon). 

### Premiers enregistrements
Sans grand succès dans les maisons de disques, ils donnent un concert aux plus connus de la capitale, comme le Marquee ou le Rock-Ola où ils rencontrent Servando Carballar, directeur du label DRO, et leader du groupe de musique électronique Aviador Dro. Il croit à ce projet musical et les met dans un studio pour enregistrer ce qui sera son premier album, un EP intitulé Paisajes nocturna, publié en avril 1982.
Quelques mois plus tard, le bassiste Mendi quitte le groupe, et Pablo Vega le remplace, tandis que l'EP est publié et apporte les premiers hits : Palacio de invierno', Nijinsky el loco et Ataque lateral. Par la suite, sort le single La Escalera. Il comprend en face B une version instrumentale du morceau Nijinsky el loco.

### Consolidation et succès
Pablo Vega est appelé à faire son service militaire, et est donc remplacé par Jane (Almudena) de Maeztu (ex-La Mode). Enfin, en 1983 paraît le premier album studio, du groupe, intitulé De máscaras y enigmas, où son style musical est définitivement orienté vers des guitares puissantes et atmosphériques et de claviers suggestifs. Ils s'inspirent de groupes anglais de l'époque comme Joy Division ou Echo and the Bunnymen. L'année suivante apparaît ce qui serait la chanson la plus acclamée de leur carrière : De máscaras y enigmas inclus dans un EP intitulé El desprecio.

### Problèmes et séparation
La forte personnalité et l'égocentrisme de son supposé leader, José Luis F. Abel, font que le reste du groupe manifeste son malaise face à cette situation. Ils considéraient qu'Abel avait développé un égo et un rôle de premier plan qui gâchaient le groupe. Le groupe se sépare définitivement en 1986.
En 1991, Abel publie l'album De pasión. Juan Antonio Nieto continuera sa carrière musicale, d'abord avec le groupe Aviador Dro et, par la suite, en concentrant sa carrière expérimentale, et en signant ses œuvres sous le nom de Pangaea.

## Discographie
- 1982 : Paisajes nocturnos (EP) (DRO)
- 1982 : Palacio de Invierno (maxi)
- 1983 : La Escalera (single)
- 1983 : De máscaras y enigmas
- 1984 : El Desprecio (maxi)
- 1984 : Catástrofes del corazón
- 1999 : Después de la derrota (compilation)